# Cardeniopsis cardenioides
Cardeniopsis cardenioides är en insektsart som först beskrevs av Willy Adolf Theodor Ramme 1929.  Cardeniopsis cardenioides ingår i släktet Cardeniopsis och familjen gräshoppor. Inga underarter finns listade i Catalogue of Life.